# Bwana Devil
Bwana Devil és una pel·lícula estatunidenca dirigida per Arch Oboler, estrenada el 1952, basada en la veritable història del Maneaters Tsavo i rodada amb el sistema Natural Vision 3D. La pel·lícula és notable per treure el primer 3-D en la indústria del cinema: per ser el primer 3-D filmat en color i en anglès. Bwana Devil va ser escrit, dirigit i produït per Arch Oboler i protagonitzat per Robert Stack, Barbara Britton i Nigel Bruce
L'eslogan de la propaganda era: The Miracle of the Age!!! A LION in your lap! A LOVER in your arms!

## Argument
Durant la construcció d'un ferrocarril a l'est de l'Àfrica britànica, dos ferotges lleons fan el seu menjar favorit amb els treballadors indígenes, que es veuen obligats a deixar de treballar. Ni tan sols la intervenció d'un equip de caçadors de bèsties salvatges no poden detenir els dos lleons. Només un jove enginyer se les arregla per matar-los per defensar la seva dona del seu atac.

## Film estereoscòpic
La pel·lícula posa en marxa el que s'anomena l'"edat d'or" del cinema 3-D dels Anys cinquanta. Erròniament considerada la primera pel·lícula estereoscòpica en la història del cinema, Devil Buana ha d'abandonar el ceptre per la pel·lícula de 1922  The Power of Love  reconeguda com la primera pel·lícula estereoscòpica projectada per a un públic que paga.

## Repartiment
- Robert Stack: Bob Hayward
- Barbara Britton: Alice Hayward
- Nigel Bruce: Dr. Angus McLean
- Ramsay Hill: Major Parkhurst